# Serratosagitta selkirki
Serratosagitta selkirki är en djurart som tillhör fylumet pilmaskar, och som först beskrevs av Faggetti 1958.  Serratosagitta selkirki ingår i släktet Serratosagitta och familjen Sagittidae. Inga underarter finns listade i Catalogue of Life.